# طارد الأرواح الشريرة الأمريكي: مقالات نقدية عن ويليام بيتر بلاتي
طارد الأرواح الشريرة الأمريكي: مقالات نفدية عن ويليام بيتر بلاتي- طارد الأرواح الشريرة الأمريكي: مقالات نقدية عن ويليام بيتر بلاتي صدر الكتاب عام(2008) ، وهوعبارة عن مختارات من المقالات التي تدرس جميع روايات ويليام بيتر بلاتي ، من أي طريق إلى مكة يا جاك؟ (1959) إلى مكان آخر (2009). 

## محتويات
- "الكثير من الغموض...": خيال ويليام بيتر بلاتي بقلم سكوت د. بريجز
- لبنان والأيرلندي المقاتل وبيلي شكسبير: روايات ويليام بيتر بلاتي المصورة بقلم جون جودريتش
- الخوف من استيعاب الآخر الأجنبي في طارد الأرواح الشريرة بقلم فيليب إل سيمبسون
- شيطان اليوم: ويليام بيتر بلاتي، وإيرا ليفين، ومراجعة الشيطان بقلم جون لانجان
- رعب طارد الأرواح الشريرة: عرضه ومواجهته بقلم جيه دبليو أوكر
- بعض الأفكار حول التكوين التاسع بقلم هنريك ساندبيك هاركسن
- توينكل، توينكل، "القاتل" كين! والتكوين التاسع: مقارنة بواسطة ريان ستريت
- "قدم، أنت حكيم!": البنية الاعتذارية للتكوين التاسع بقلم جيفري رايتر
- طارد الأرواح الشريرة والفيلق : أهوال دينية بقلم تيم كرونرت
- الإله الشيطاني: فيلق ويليام بيتر بلاتي ومشكلة الشر بقلم جيمس دويغ
- الشياطين الخمسة، طاردو الأرواح الشريرة لا شيء: أسطورة: الفيلم الملحمي اللامنطقي وشبه السيرة الذاتية الذي لم يكن موجودًا من قبل بقلم مايكل جاريت
- لم ينته الأمر حتى تغني السيدة السمينة: رواية ويليام بيتر بلاتي في مكان آخر وصيغة البيت المسكون بقلم دافيد مانا
- تفسير ويليام بيتر بلاتي: الكاثوليكية وطرد الأرواح الشريرة وبازوزو بقلم بنجامين سزومسكي